# Brunellia morii
Brunellia morii är en tvåhjärtbladig växtart som beskrevs av J. Cuatrec.. Brunellia morii ingår i släktet Brunellia och familjen Brunelliaceae. Inga underarter finns listade i Catalogue of Life.